# Perilampus punctiventris
Perilampus punctiventris is een vliesvleugelig insect uit de familie Perilampidae. De wetenschappelijke naam is voor het eerst geldig gepubliceerd in 1915 door Crawford.